# Quelimane
Quelimane 17°53′S 36°51′E / -17.883, 36.850 es la capital y ciudad más grande de la provincia de Zambezia, en Mozambique. Está localizada junto al río Cuacua (17°53′S 36°53′E / -17.883, 36.883), a 20 kilómetros aproximadamente  del Océano Índico; por esta razón, la ciudad cuenta con un puerto que es una de sus principales actividades económicas, centro de una importante industria pesquera.
Exporta productos agrícolas y posee industrias de transformación y  extracción de sal marina. En 1498 desembarcó Vasco da Gama, y fue mercado de esclavos durante los siglos XVIII y XIX.
La ciudad de Quelimane es administravimente un municipio con un gobierno local elegido. Tenía 150116 habitantes de acuerdo a un censo realizado en 1997, en un área de 117 kilómetros cuadrados. La población habría aumentado a 185000 habitantes en 2003.

## El nombre de la ciudad de Quelimane
Existen varias versiones sobre el origen del nombre de la ciudad:
- Una versión apunta a que el origen del nombre de Quelimane deriva de las palabras inglesas killing man, mata hombres, que habría evolucionado a Queli-Man, pues esta zona de Mozambique estaba infestada de mosquitos transmisores de la malaria y muchos de los hombres de las tripulaciones morían como consecuencia de ese mal.
- Otra versión dice que el nombre de esta ciudad viene de los tiempos de su descubrimiento por Vasco da Gama que, viendo algunas personas cultivar la tierra les preguntó (en portugués) como se llamaba la tierra. No entendiendo la pregunta, alguno de los locales habrá dicho kuliamani, que significa "estamos cultivando".

## Historia
Era un importante centro comercial suajili cuando los portugueses llegaron en 1498. En 1530 la ciudad fue ocupada por Portugal. Durante la colonización portuguesa fue elevada a villa y sede del concejo en 1763 y a ciudad el 21 de agosto de 1942.

## Sede episcopal
Ciudad sede de la Diócesis  de Quelimane, (en latín:  Dioecesis Quelimanensis ) católica de rito latino,  sufragánea de la Arquidiócesis  de Beira. 
Creada el 6 de octubre de 1954,  su territorio cuenta  con una extensión superficial de 62 557 km².
- Datos: Q318306
- Multimedia: Quelimane / Q318306